# Distelkamp
Distelkamp ist ein Ortsteil von Nümbrecht im Oberbergischen Kreis im südlichen Nordrhein-Westfalen innerhalb des Regierungsbezirks Köln.

## Lage und Beschreibung
Der Ort liegt in Luftlinie rund 2,05 km nordöstlich vom Ortszentrum von Nümbrecht entfernt.

## Geschichte

### Erstnennung
1490 wurde der Ort das erste Mal als Distelkamp urkundlich erwähnt und zwar „Differenzen Homburg – Berg“.

### Kaffeetrinker-Linde in Distelkamp um 1875

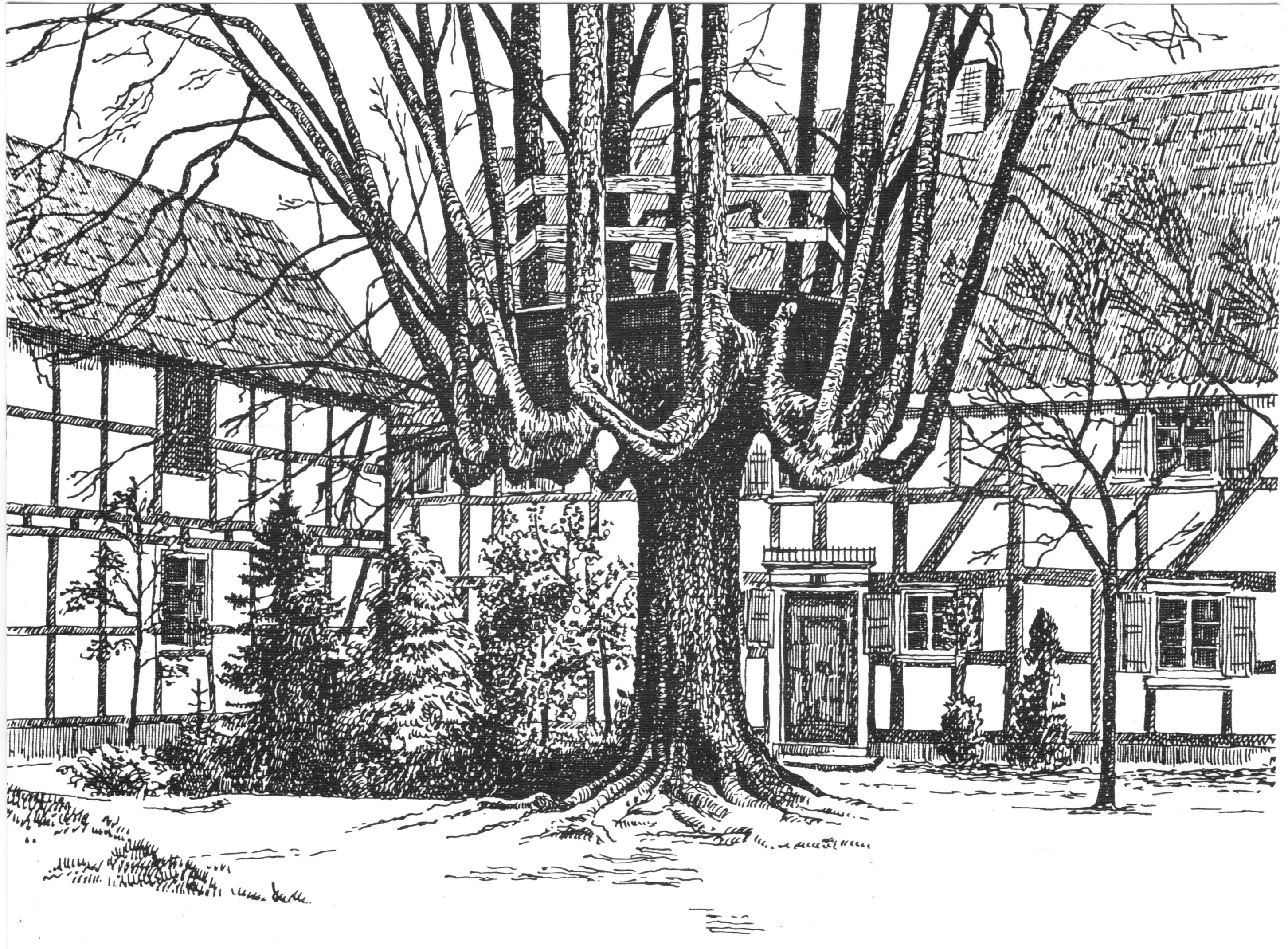
Kaffeetrinker Linde

Das Haus wurde um 1675 erbaut und später erweitert. Es diente seinerzeit als Zwischenstation und Rasthaus für Schäfer, Viehhändler und Kaufleute. Die Händler kamen aus dem Siegerland, dem Märkischen Kreis und dem Wildenburger Land. Sie zogen von ihren Heimatorten aus nach Nümbrecht, wo eine Viehhandelsstation und eine Viehwaage, die hinter dem Hause Heckmann war, betrieben wurde.
Im Jahr 1725 erhielt das Haus einen „Neubau“ auf der südlichen Seite. Die Linde dürfte genauso alt gewesen sein wie das Haus und die Scheune. Ihre auffallende Form zur „Kaffeetrinker-Linde“ erhielt sie durch kunstvolles Beschneiden über mehrere Generationen hinweg. Dadurch besaß die Linde eine Art Plattform bzw. eine Terrasse in der Baumkrone. Dort waren ein paar Sitzgelegenheiten und ein Tisch, um in luftiger Höhe eine Tasse Kaffee zu genießen. In der Gemeinde Nümbrecht gab es früher einige dieser kunstvoll gezogenen Linden. Durch Stürme sind diese jedoch sehr rar geworden. Von der Distelkamper Linde ist heute nichts mehr vorhanden.
Das Haus wurde 2012 Opfer eines Brandes. Es wurde aufwendig und weitgehend originalgetreu saniert und ist als Denkmal eingetragen. Die baufällige Scheune wurde Anfang 2015 abgerissen.

## Persönlichkeiten
- Walter Peitgen, Alt-Bürgermeister

## Bus und Bahnverbindungen

### Bürgerbus
Haltestelle des Bürgerbusses der Gemeinde Nümbrecht.
Route:Oberbierenbach
- Ödinghausen-Nümbrecht/Busbahnhof.

### Regionalbus
Haltestelle Distelkamp
- Linie 311: Nümbrecht – Oberbreidenbach – Waldbröl (OVAG, Werktagsverkehr, samstags Anrufbus).